# Навитоклакс
Навитоклакс (известный также как ABT263 и как UBX0101) — это экспериментальный, активный при приёме внутрь, противоопухолевый препарат, сходный по действию с обатоклаксом. В настоящее время он проходит клинические испытания при нескольких видах лимфом. Кроме того он используется как сенолитик.

## Механизм действия
В отличие от обатоклакса, навитоклакс ингибирует не только белок Bcl-2, но и белки Bcl-XL и Bcl-w. За счёт ингибирования активности белков семейства Bcl-2 навитоклакс индуцирует апоптоз в злокачественных клетках, тем самым тормозя или предотвращая рост злокачественной опухоли.